# Стомаж (община Айдовшчина)
Вижте пояснителната страница за други значения на Стомаж.
Стомаж (на словенски: Stomaž) е село в Словения, регион Горишка, община Айдовшчина. Според Националната статистическа служба на Република Словения през 2015 г. селото има 300 жители.